# Claudia Wedekind
Claudia Wedekind-Felmy, geborene Wedekind (* 6. Juli 1942 in Berlin; † 15. Januar 2015 in Landshut), war eine deutsche Schauspielerin.

## Leben
Claudia Wedekind, eines von insgesamt drei Kindern des Heldentenors, Schauspielers, Regisseurs und Theaterintendanten Hermann Wedekind und der Schauspielerin Magarete „Grete“ Wedekind, geborene Schaun, erhielt Schauspielunterricht bei ihren Eltern und absolvierte eine Ballett- und Gesangsausbildung. Ihr erstes Engagement führte sie an das Badische Staatstheater Karlsruhe. Danach war sie am Pfalztheater Kaiserslautern, Theater Baden-Baden, Stadttheater Basel und Theater am Neumarkt in Zürich tätig. Seit 1972 arbeitete sie als freie Schauspielerin, unter anderem in München. Sie machte zahlreiche Tourneen und arbeitete umfangreich für den Hörfunk. Wie am Theater trat sie auch im Fernsehen vornehmlich als schwarzhaarige Verführerin in Erscheinung. Eine ihrer letzten Fernsehrollen spielte sie in der Serie Max Wolkenstein.
Claudia Wedekind-Felmy lebte in Niederbayern. Sie war mit dem Autor Charly Niessen und von 1986 bis zu dessen Tod im Jahr 2007 mit dem Schauspieler Hansjörg Felmy verheiratet.
Ihre Grabstelle befindet sich auf dem Waldfriedhof (München), Urnenhain, Baumgrab Nr. 360, das auch die Grabstätte von Hansjörg Felmy ist.

## Filmografie
- 1963: Verkündigung
- 1964: Sie schreiben mit – Piet und der Delphin
- 1965: Zucker
- 1965: Das Haus der sieben Balkone
- 1967: Die Letzten
- 1967: Ein Mann Gottes
- 1967: Tagebücher
- 1968: Nicht zuhören, meine Damen!
- 1968: Der Idiot (Dreiteiler)
- 1968: Heim und Herd
- 1968: Bengelchen liebt kreuz und quer
- 1969: Herr Wolf hat seine Krise
- 1969: Rebellion der Verlorenen
- 1969: Attentat auf den Mächtigen
- 1969: Die Kleinbürger
- 1970: Treue Freunde
- 1970: Alle hatten sich abgewandt
- 1970: In der Glut des Mittags (La salamandra del deserto)
- 1970: Unternehmer
- 1970: Die U-2-Affäre
- 1970: Merkwürdige Geschichten – Die tödliche Flamme
- 1971: Das sexte Programm
- 1972: Ein Toter stoppt den 8 Uhr 10
- 1972: Die Vitrine
- 1974: Geliebte Dame
- 1975: Strategen der Liebe
- 1975: Eurogang: Keine Beweise gegen Martellan (Fernsehserie)
- 1975: Sonderdezernat K1 – Flucht
- 1975: Ein Fall für Männdli – Der Spielverderber (Fernsehserie)
- 1977: Sonderdezernat K1 – 2:1 fürs SK1
- 1977: Tatort: Spätlese
- 1977: Tatort: Himmelblau mit Silberstreifen
- 1980: Leute wie du und ich – Vier unterhaltsame Geschichten
- 1982: Tatort: Blinde Wut
- 1982: Meine Frau erfährt kein Wort
- 1983: Tatort: Wenn alle Brünnlein fließen
- 1983: Ein Fall für zwei – "Tödliches Viereck"
- 1985: Es muß nicht immer Mord sein – In Schönheit sterben
- 1985: Laufen, leiden, länger leben
- 1986: Quadrille
- 1986: Segeln macht frei
- 1988: Ein Fall für zwei – "Wer Gewalt sät..."
- 1989: Die Männer vom K3 – Volle Deckung, Kopf runter!
- 1990: Abenteuer Airport (12 Episoden)
- 1990: Neuner
- 1993: Sylter Geschichten (Serie)
- 1994: Hagedorns Tochter (Serie)
- 1995: Rosamunde Pilcher – Sommer am Meer
- 1996: Max Wolkenstein – Königskinder

## Hörspiele
- 1965: Georges Simenon: Die Glocken von Bicêtre (Lina) – Bearbeitung und Regie: Gert Westphal (Kriminalhörspiel – SWF)
- 1966: Ilse Aichinger: Die größere Hoffnung – Regie: Hans Bernd Müller (Hörspiel – SR)